# Parenté à plaisanterie
 (août 2019).
La parenté à plaisanterie ou "cousinage à plaisanterie" est une pratique sociale d'Afrique de l'Ouest et d'Afrique centrale qui autorise, voire oblige, des membres d'une même famille (tels que des cousins éloignés), certaines familles à partir de leur nom (Fall contre Dieng, Niang ou Ndoyene), de certaines ethnies ou des habitants de telle région, territoire et province (on parle alors d’alliance à plaisanterie) à se moquer mutuellement ou s'insulter, et ce, sans conséquence. 
Ces affrontements verbaux sont analysés par les anthropologues comme des moyens de décrispation, de cohésion ou réconciliation sociale, une pratique diplomatique proche du potlatch, voire comme une pratique sacrée.

## Noms
Cette pratique s'appelle sinankunya (ou sanakouya) au Mali, rakiré chez les Mossis (Burkina Faso), toukpê en Côte d'Ivoire, kalungoraxu chez les Soninkés, dendiraagal chez les Toucouleurs (Sénégal), kalir ou massir chez les Sérères, kal chez les Wolofs (Sénégal), avousso  chez les Boulou (Cameroun), gmbal chez les Mboum (Tchad, Cameroun, République centrafricaine), dendiraaku chez les Peuls ou kao avec les Moundang (Tchad, Cameroun).

## Origine et fonction
La tradition orale raconte que cette coutume a été instaurée par Soundiata Keïta lors de la fondation de l'Empire du Mali. Il est néanmoins très probable qu'elle soit plus ancienne, et qu'elle n'ait été que confirmée à cette occasion. 

Ces pratiques sont sans doute un moyen de désamorcer les tensions entre ethnies voisines ou entre clans familiaux, selon l'interprétation de l'anthropologue Marcel Griaule qui a désigné ce phénomène comme une alliance cathartique. Alain Joseph Sissao, sociologue burkinabé, chercheur à l'Institut des Sciences des Sociétés à Ouagadougou, en fait la même interprétation. Dans la même lancée, Boubé Salifou, philosophe et comparatiste nigérien, soutient que cette pratique culturelle ne se limite pas exclusivement à la prévention et à la gestion des conflits. Le cousinage à plaisanterie est selon lui un paradigme politique pour construire une nation multiculturelle. Il écrit à ce propos : 

« […] il s’avère que le cousinage à plaisanterie est effectivement en soi une dynamique qui permet d’aboutir à l’« un » à partir du multiple. Finalement, loin de servir de moyen pour accéder au pouvoir ou bien pour brimer le tissu social, on constate que par le cousinage à plaisanterie, toute revendication à caractère ethnocentrique se transforme automatiquement en une négation de sa propre appartenance à son groupe identitaire, et à une instrumentalisation pure et simple des membres dudit groupe. Ainsi, loin de devenir un vestige, le cousinage à plaisanterie peut bien servir de modèle pour une nation multiculturelle. »

## Au Mali
Au Mali, l'exemple le plus célèbre de parenté à plaisanterie (sinankunya) est celui qui lie les Dogons et les Bozos [les Traoré et les Diarra].
Outre les groupes ethniques, cette relation peut aussi s'exercer entre clans familiaux, par exemple entre les familles Diarra et Traoré, ou Ndiaye et Diop. Ainsi, un membre de la famille Ndiaye  peut-il croiser un Diop  en le traitant de voleur ou de mangeur d'arachide sans que personne soit choqué, alors que parfois les deux individus ne se connaissent même pas. Il n'est d'ailleurs pas permis de se vexer. Cette impolitesse rituelle donne lieu à des scènes très pittoresques, où les gens rivalisent d'inventivité pour trouver des insultes originales et comiques.
Par ailleurs, les noms d'un même clan peuvent varier d'un groupe ethnique à l'autre. Par exemple, une famille peule de nom Bâ s'installant chez les Mandingues prendra dès lors le nom de Diakité et vice-versa, le nom Diakité étant la forme mandingue du nom Bâ.

## Au  Burkina Faso
Au Burkina Faso, en fonction des ethnies, les circonstances de sa mise en place sont différentes. La relation s'est instaurée parfois lors de conflits au travers d'alliances guerrières, comme entre les Mossis et les Samo. Parfois, elle s'est développée entre des peuples aux modes de vie différents, comme c'est le cas par exemple entre les Bobo, sédentaires cultivateurs, et les Peuls, nomades éleveurs.
Au Burkina Faso, où la parenté à plaisanterie est également très développée, la pratique se décline entre membres d'ethnies, entre patronymes, mais aussi entre territoires tels que les régions, les provinces ou les villages. Parmi les alliances à plaisanteries les plus pratiquées au quotidien, on peut citer celles qui lient les Bobos et les Peuls, les Bisas et les Gourounsis, les Samos et les Mossis ou encore les Yadga et les Gourmantché. Les dialogues moqueurs qui découlent de ces relations font appel à des caractères spécifiques de ces ethnies, souvent liés aux habitudes alimentaires ou à leur mode de vie. Les Bobos diront des Peuls que leur bétail détruit les cultures, et les Peuls moqueront les Bobos sur leur prétendue consommation (excessive) d'alcool.
La parenté à plaisanterie ne connait pas de limite dans sa pratique. Au Burkina Faso, lors des enterrements, les parents à plaisanterie peuvent aller jusqu'à moquer le défunt en l'imitant, ou font semblant de pleurer devant les membres de la famille. Il s'agit d'une mise en scène que seuls les plus proches amis du défunt peuvent jouer. Dans ce cas, la parenté à plaisanterie détourne l'idée de la mort, la banalise en quelque sorte et rappelle les liens qui unissent les deux ethnies. Lors de l'enterrement du général Aboubacar Sangoulé Lamizana, ancien chef de l’État, les Burkinabés ont pu assister à une scène de ce type.

## En Guinée
Cette pratique est présente également en Guinée, où elle peut agir en "rempart traditionnel aux conflits sociaux".

## Au Sénégal
Cette tradition existe également entre Toucouleurs et Sérères au Sénégal.

## Au Niger
La parenté à plaisanterie est pratiquée au Niger sur les bases de liens forts, et ce, parfois depuis des millénaires. La violation est considérée comme source de malheur par les populations. C'est ainsi qu'il est à distinguer la parenté à plaisanterie entre les membres de la même ethnie de la parenté à plaisanterie inter-ethnique dépassant le plus souvent les frontières du pays avec des ethnies du pays présent au-delà de la frontière dans d'autres pays. Les ethnies sahéliennes étant cousines les uns des autres.
Ainsi, à l'intérieur de la même ethnie, on distingue les parentés à plaisanterie entre les Zarmas kalley du Zarmaganda et les zarmas golley du zarmaganda, les deux étant liés à ceux du Sonray dans la rive gauche du fleuve vers Téra, au-delà de la frontière. Les zarmas du Niger sont cousins de leurs frères d'ethnies Songhaï de Gao, Tombouctou et Djenné. Les Haoussas du Gobir sont cousins de ceux du Katsina et au Maouris Haoussas comme Zarmas et ainsi de suite. Le même schéma s'observe entre clans peul, tribus Touareg, clans Toubous, Kanourie, gourmantché, boudoumas, tribus Arabe. Entre les ethnies, c'est là que la parenté à plaisanterie est la plus visible et est à l'origine de la forte unité sociale si caractéristique du Niger. C'est ainsi que les zarmas sont cousins à plaisanterie des Touareg, au Haoussas du Gobir, au gourmantché et ces groupes le sont tous entre eux, les peulh, les Maouris, les Kanouries, les Haoussas du Gobir sont cousins entre eux.
La tradition de la « parenté à plaisanterie » du Niger est classée au patrimoine culturel immatériel de l’Unesco depuis 2014.

## À Madagascar
La parenté à plaisanterie est également pratiquée à Madagascar sous le nom de Zivas.

## Au Tchad
Les cousins à plaisanterie se pratiquent entre les Mboums, présents dans trois pays d'Afrique centrale (Tchad, Cameroun et République centrafricaine) et les Moudangs (Tchad et Cameroun).